# Cathérine Hübscher
Cathérine Hübscher (Goldbach-Altenbach, Francia, 2 de febrero de 1753-París, 29 de diciembre de 1835). Nacida de clase baja llegó a pertenecer a la nobleza del Primer Imperio francés y es más conocida por el apodo de Madame Sans-Gêne, aunque el mismo sólo le fue dado por el dramaturgo Victorien Sardou. Ese apodo había sido el nombre de guerra de la soldado francesa Marie-Thérèse Figueur, a quien Napoleón I había llamado Madame Sans-Gêne.

## Biografía
Nació en una casa que todavía se conserva, en la calle Bessay de Altenbach, incluida dentro del patrimonio cultural de Francia. Mujer de carácter, trabajó sucesivamente de cantinera, lavandera y planchadora en Oderen. Después fue enviada a París para trabajar como criada y llegó a tener una lavandería en forma independiente,  cercana al Palacio de Las Tullerías.
El 1° de marzo de 1783 se casó con el soldado del Regimiento de las Guardias-Francesas François Joseph Lefebvre (1755-1820), que en 1788 fue ascendido a sargento.  El 14 de julio de 1789, salvó a muchos de sus oficiales de ser muertos por la turba popular. Fue ascendido a teniente de la guardia nacional parisina y resultó herido cuando protegía a la familia real que intentaba trasladarse al Real Sitio de Saint-Cloud. También facilitará la huida al extranjero de tres tías del rey. 
En la República continuó en el ejército y ascendió a capitán de infantería en 1792. Sirvió en el ejército del centro y en el de La Mosella, donde se distinguió por su bravura y a fines de 1793 ascendió a general de brigada a finales del año 1793, participó en la batalla de Geisberg y fue ascendido a general de división en enero de 1794. Lefebvre tuvo un papel importante durante el golpe de Estado del 18 de Brumario y el beneficiario del mismo, Napoleón Bonaparte, lo designó  presidente del Senado en diciembre de 1799 y el 19 de mayo de 1804 fue ascendido a mariscal. Cathérine se convirtió en duquesa de Dantzig al recibir su esposo el título nobiliario por méritos de guerra el 28 de mayo de 1807, y el rango de Par de Francia el 2 de junio de 1815.
A partir del ascenso de su esposo, Cathérine Hübscher pasó a integrar la corte imperial pero conservó tanto el acento propio de su región natal –influido por la cercanía de Alemania– como su vocabulario y maneras populares, lo que ocasionaba acerbas críticas de muchos. Pese a ser muy leal hacia el emperador, no se privaba de criticarlo, y su franqueza era valorada por el mismo, quien la defendía de aquellos que querían excluirla de la corte. Incluso polemizaba con Talleyrand, un experto en lances verbales.
No obstante vivir desde entonces con una gran riqueza, fue buena y generosa, nunca olvidó su modesto origen y ayudó a sus vecinos menos favorecidos que ella. Al fallecer en París el 29 de diciembre de 1835, fue enterrada en el cementerio de Père-Lachaise. 
Tuvo con su esposo catorce hijos que murieron en la cuna o siendo infantes, salvo uno que falleció siendo adolescente y otro que llegó a la vida adulta: Joseph nació en 1802 y falleció en 1817 y Marie-Xavier-Joseph, nacido en 1812, que había heredado el título de duque de Dantzig, murió en 1885.

## Origen del apodo por el que se la recuerda
Cathérine Hübscher es conocida por la posteridad por el apodo de "Madame Sans-Gêne" (Señora Sin-Reparo) que le fue atribuido por el dramaturgo Victorien Sardou en la pieza teatral de ese nombre, por su forma de comportarse en la corte de Napoleón como si nunca hubiesen cambiado las cosas desde 1789. Cuando Napoleón intentó presionar a Lefebvre para que se divorciarse de ella y casarlo con otra mujer más refinada, tuvo una tremenda trifulca con el emperador en cuyo curso le recordó que todavía le adeudaba facturas de la lavandería desde tiempos de la Revolución, ante lo cual Napoleón acabó por pagar su deuda de tres Napoleones.